# Aba Andam
Aba A. Bentil Andam est une physicienne des particules ghanéenne née en 1948.

## Biographie
Aba A. Bentil Andam est née au Ghana en 1948. Elle obtient un diplôme à l'université de Cape Coast au Ghana. Elle poursuit ses études en Grande-Bretagne où elle obtient un master de l'université de Birmingham et un doctorat de l'université de Durham.
En 1986 et 1987, elle étudie les mésons charmés (en) à la station de recherche allemande DESY (Deutsches Elektronen-Synchrotron). Ses travaux de recherche sont centrés sur le radon et elle a sondé les niveaux d'exposition humaine de gaz radioactif, au Ghana,. En 1987, elle participe à des actions cliniques éducatives dans les écoles secondaires promouvant la place des femmes dans les sciences.
Andam est professeure à l'Université des sciences et technologies Kwame Nkrumah depuis 1981. Elle est à la tête du département de physique depuis le milieu des années 2000. Elle effectue de la recherche en physique nucléaire appliquée au Laboratoire de Recherche Nucléaire de Kumasi. Elle a présidé les Femmes dans la Science et la Technologie (Women in Science and Technology) dans la région de l'Afrique de l'Ouest.
De 2016 à 2019 elle est présidente de l'Académie ghanéenne des arts et des sciences.

## Publication
- Women in higher education and research in Africa, c1999